# 915

## Evenimente
- iunie: Bătălia de la Garigliano (Italia). Conflict între forțele unei ligi creștine conduse de papa Ioan al X-lea și sarazini, încheiat cu victoria ligii.

## Nașteri
- dată necunoscută: Al-Mutanabbi  (d. 965)
- dată necunoscută: Petru I al Bulgariei  (d. 970)
- dată necunoscută: Boleslau I al Boemiei  (d. 967)
- dată necunoscută: Conrad I de Suabia  (d. 997)
- dată necunoscută: Burchard al III-lea de Suabia  (d. 973)

## Decese
- Adalbert al II-lea, margraf de Toscana din 886 (n.c. 875)

- Grigore al IV-lea, duce de Neapole din 898 (n. ?)